# Archidiocèse de Nanchang

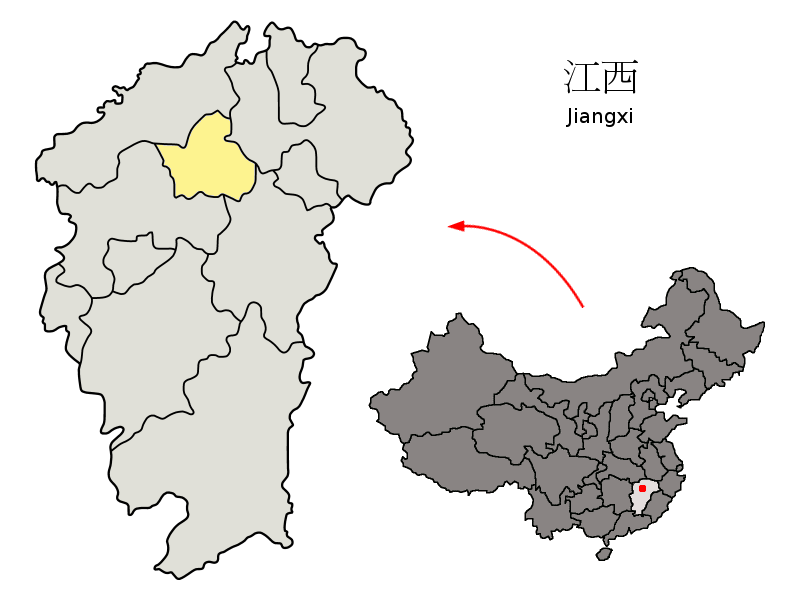
Localisation de l’archidiocèse de Nanchang

L'archidiocèse de Nanchang (Archidioecesis Nanciamensis) est un siège métropolitain de l'Église catholique en République populaire de Chine. Le siège est juridiquement vacant.

## Territoire
L'archidiocèse comprend une partie de la province du Jiangxi (autrefois translittéré Kiang-Si ou Hsiang-Si).
Le siège archiépiscopal se trouve à Nanchang, à la cathédrale de l'Immaculée-Conception (圣母无原罪主教座堂).

## Histoire
Les premiers missionnaires à rejoindre la région sont les jésuites à la fin du XVIe siècle. C'est à Nanchang que vit, de 1595 à 1598, le missionnaire jésuite Matteo Ricci.
Le vicariat apostolique du Kiang-Si est érigé le 15 octobre 1696 par le bref E sublimi Sedis d'Innocent XII, recevant son territoire du diocèse de Nankin (aujourd'hui archidiocèse).
En 1758, le vicariat apostolique du Tché-Kiang et du Kiang-Si sont intégrés au vicariat apostolique de Fou-Tchéou (aujourd'hui archidiocèse de Fuzhou).
Le 14 août 1838, les vicariats unis du Tché-Kiang et du Kiang-Si sont de nouveau indépendants par le bref Ex debito de Grégoire XVI.
Le 27 mars 1846, par un autre bref Ex debito, du même Grégoire XVI, les deux vicariats sont de nouveau unis.
Le 19 août 1879, il cède une portion de territoire à l'avantage du vicariat du Kiang-Si méridional (aujourd'hui diocèse de Ji'an (en)) et prend le nom de vicariat apostolique du Kiang-Si septentrional.
Le 28 août 1885, il cède encore une portion de territoire à l'avantage du nouveau vicariat apostolique du Kiang-Si oriental (aujourd'hui diocèse dei Yujiang).
le 25 août 1920, il change de nom en faveur du vicariat apostolique du Jiujiang et le 3 décembre 1924 en vicariat apostolique de Nanchang.
Le 11 avril 1946, le vicariat apostolique est élevé au rang d'archidiocèse  par la bulle Quotidie Nos de Pie XII.
Depuis au moins 1990, le gouvernement communiste chinois a nommé un évêque en la personne de Jean Wu Shizhen (sans l'aval de Rome). Le 31 octobre 2010, un coadjuteur lui est nommé, cette fois-ci approuvé par Rome, en la personne de Jean-Baptiste Li Suguang.

## Ordinaires
- Álvaro Benavente, O.S.A. † (20 octobre 1698 - 20 mars 1709 décédé)
- François-Alexis Rameaux, C.M. † (11 décembre 1838 - 14 juillet 1845 décédé)
- Bernard-Vincent Laribe, C.M. † (26 mars 1846 - 20 juillet 1850 décédé)
- André Jandard, C.M. † (14 janvier 1851[2] - ? démission)
- Louis-Gabriel Delaplace, C.M. † (27 février 1852 - 12 juin 1854 nommé vicaire apostolique du Tché-Kiang oriental)
- François-Xavier Danicourt, C.M. † (1854 - 2 février 1860 décédé)
- Jean-Henri Baldus, C.M. † (23 septembre 1864[3] - 29 septembre 1869 décédé)
- Géraud Bray, C.M. † (15 mars 1870 - 24 septembre 1905 décédé)
- Paul-Léon Ferrant, C.M. † (24 septembre 1905 - 5 novembre 1910 décédé)
- Louis-Élisée Fatiguet, C.M. † (24 février 1911 - 13 février 1931 décédé)
- Paul-Marie Dumond, C.M. † (3 juillet 1931 - 19 février 1944 décédé)
- Joseph Zhou Ji-shi, C.M. † (18 juillet 1946 - 1972 décédé)
  - Sede vacante
  - Hu Qin-ming † (9 octobre 1958 consacré - 1970 ? décédé)
  - Jean Wu Shi-zhen † (6 septembre 1987 consacré - 2011)
  - Jean-Baptiste Li Su-guang, succède en 2011

## Statistiques
L'archidiocèse comptait à la fin de l'année 1950 sur une population de 4.872.691 habitants un nombre de 25.996 baptisés (0,5%).